# Тетрабиблос
Тетрабиблос, также Четверокнижие, Четырёхкнижие (др.-греч. Τετράβιβλος), Математический трактат в четырёх книгах — трактат Клавдия Птолемея об астрологии, написанный во II веке через некоторое время после «Альмагеста».

## Описание
«Тетрабиблос» является древнейшим руководством по западной астрологии, «отцом» которой считается Птолемей. На протяжении нескольких веков трактат был основным пособием по астрологии, а затем считался «одним из авторитетнейших руководств». В «Тетрабиблосе» Птолемей описал традиционные положения астрологии, согласовав их с аристотелевскими представлениями о природе и материи.

## Рукописи, переводы
По данным Юлия Данилова, в Европе в крупных хранилищах сохранилось около 35 рукописных вариантов «Тетрабиблоса», различающихся главным образом концовкой, иногда ее просто нет или вместо нее добавлены комментарии неоплатоника Порфирия. 
Самый древний перевод «Тетрабиблоса» был выполнен в IX веке Хунайном ибн Исхаком — на арабский язык. На латынь трактат был впервые переведён в 1132 году Платоном из Тиволи, этот перевод стал и первым печатным изданием «Тетрабиблоса» на латинском языке (1484). Оригинальный греческий текст, в отличие от переводов, был напечатан до XVI века всего трижды, а затем не переиздавался до 1940 года, когда его издали в Гарвардском университете с комментариями и переводом на английский язык, выполненным профессором Ф. Э. Роббинсом.

## Авторство
Рядом исследователей, отсылавших к отсутствию имени автора на некоторых рукописях или к якобы умаляющей авторитет автора «Альмагеста» «непрестижности» темы работы — астрологии, высказывались сомнения в том, что автором «Тетрабиблоса» является Птолемей. Данилов считает ненадёжными такие аргументы, обращая внимание на то, что имя Птолемея «было известно слишком хорошо для того, чтобы его следовало ещё раз повторять», а «занятия астрологией не наносили ни малейшего ущерба репутации Птолемея как учёного». Наиболее весомым подтверждением авторства Птолемея является исследование филологов И. Л. Гейберга и Ф. Болля, проанализировавших тексты «Тетрабиблоса» и «Альмагеста» на единство автора с точки зрения изложенных там философских воззрений, стилистики и языковых приёмов.

## Издания
На русском языке
- Клавдий Птолемей. Математический трактат, или Четверокнижие (первые две книги) // Знание за пределами науки: Мистицизм, герметизм, астрология, алхимия, магия в интеллектуальных традициях I—XIV веков / Сост. и общ. ред. И. Т. Касавина. — М.: Республика, 1996. — С. 92—131. — 445 с. — 5,000 экз. — ISBN 5-250-02588-9.
- Клавдий Птолемей. Тетрабиблос. — Карамзин, 2018. — 394 с. — ISBN 978-5-9391-0332-9.